# آلانوسین
آلانوسین (انگلیسی: Alanosine) که با نام «SDX-102» هم شناخته می‌شود، یک مادهٔ شیمیایی است که مراحل پژوهشی را جهت درمان سرطان لوزالمعده طی می‌کند. این ماده، یک آنتی‌متابولیت است و از آن، در بیماران مبتلا به سرطان کشندهٔ لوزالمعده که دیگر پاسخی به درمان با جمسیتابین نمی‌دهند، استفاده می‌شود.